# Jordan Derwin
Jordan Derwin est un acteur né le 15 septembre 1931 décédé le 7 janvier 2000 à New York (New York).

## Filmographie
- 1980 : Stardust Memories : Fan in Lobby
- 1982 : I'm Dancing as Fast as I Can : Doctor #3
- 1982 : One Down, Two to Go : Doctor
- 1982 : Les Jeunes adultes (en) (Hard Feelings) de Daryl Duke : Ticket seller
- 1990 : Cadillac Man : Paramedic
- 1990 : L'Ambulance (The Ambulance) : Hospital Official
- 1997 : Parties intimes (Private Parts) : Rubberbound Man